# 南门一
南门一（ε Cen / 半人馬座ε）是一顆位于半人馬座的恆星，英文俗名Al birdhaun或Birdun。
南门一是一顆藍白色的B型巨星，其視星等為+2.29。它被歸為仙王β型變星，而其光度會在+2.29和+2.31之間變動，周期為4.07小時。